# 6505 Muzzio
6505 Muzzio eller 1976 AH är en asteroid i huvudbältet som upptäcktes den 3 januari 1976 av Félix Aguilar-observatoriet. Den är uppkallad efter den argentinske astronomen Juan C. Muzzio.
Asteroiden har en diameter på ungefär 15 kilometer.